# Portiunkulakirche
Als Portiunkulakirche werden in Anlehnung an die Portiunculakapelle in Assisi, den Sterbeort des heiligen Franz von Assisi, einige Kirchen bezeichnet. Der Name beruht auf dem  historischen Portiuncula-Ablass (Perdono d’Assisi), der ab 1480 allen Franziskanerkirchen zustand, später auch anderen Ordenskirchen (Kapuziner, Minoriten), und den in Folge entstandenen Nachbauten der Kapelle in Assisi. Festtag ist der 1./2. August (Portiunculafest, mittags bis mittags). 
Beispiele:
- Kirche St. Franziskus in Miesbach, Oberbayern
- Pfarr- und Wallfahrtskirche Maria Gugging in Niederösterreich
- Windhaager Portiunkulakirche, ehemalige Kirche in Windhaag bei Perg, Oberösterreich
- Porziuncola Chapel im National Shrine of St. Francis of Assisi, San Francisco